# Leech Lake

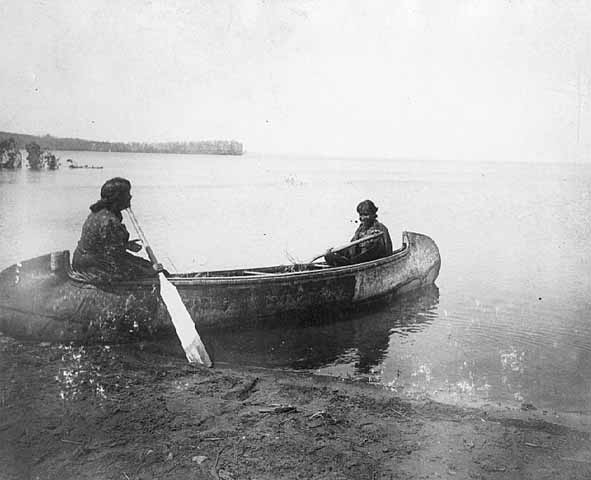
Två ojibwakvinnor i en kanot på Leech Lake

Leech Lake är en sjö i norra Minnesota, sydost om staden Bemidji. Den har en areal om cirka 450 km² och ligger i sin helhet inom ett naturskyddsområde, Chippewa National Forest. Leech Lake är ett välkänt resmål för Minnesotas sportfiskare. Sjön har stora bestånd av bland annat svartabborre, klippabborre gädda och maskalung.
Leech Lake har gått till historien som platsen för den sista officiellt erkända väpnade konflikten mellan USA:s regering och landets urbefolkningar. Den 5 oktober 1898 utkämpades vid sjön en eldstrid mellan USA:s 3:e infanteriregemente och ojibwaer.